# Tandonia
Tandonia ist eine Nacktschnecken-Gattung aus der Ordnung der Lungenschnecken. Zusammen mit den Gattungen Milax und Micromilax bilden die Arten der Gattung Tandonia die Familie der Kielschnegel (Milacidae).

## Merkmale
Der Körper ist verhältnismäßig schlank und gestreckt bis etwa 10 cm lang. Der Kiel erstreckt sich über die gesamte Länge des Fußes, vom hinteren Rand des Mantelschildes bis zur Schwanzspitze, oder ist beschränkt auf den hinteren Teil des Fußes. Die Geschlechtsöffnung besitzt keinen Stimulator (wie in der nahe verwandten Gattung Milax) und die Herzvorhöfe werden nicht von den Nieren bedeckt.

## Lebensweise und Vorkommen
Die Tandonia-Arten waren ursprünglich nur in Europa, Nordafrika, Kleinasien und im Kaukasus heimisch. Ein Schwerpunkt der Diversität ist die Balkanhalbinsel. Einige Arten, wie der Boden-Kielschnegel wurden nach Nordamerika eingeschleppt (Neozoen). Dort gelten sie in der Landwirtschaft als Schädlinge.

## Systematik
Die Arten, die heute zur Gattung Tandonia gestellt wurden früher in die damals umfassendere Gattung Milax gestellt. Die Abtrennung der Gattung Tandonia und ihre Eigenständigkeit ist inzwischen allgemein anerkannt. Derzeit werden je nach Autor bis zu 36 Arten zu Tandonia gerechnet. Allerdings ist bei einigen Arten noch unklar, ob sie nicht miteinander identisch sind. Die MolluscaBase listet folgende Arten für Europa auf:
- Tandonia albanica (Soós, 1924)
- Tandonia baldensis (Simroth, 1910)[3]
- Tandonia bolensis De Mattia & Nardi, 2014
- Tandonia bosnensis Wiktor, 1986
- Boden-Kielschnegel (Tandonia budapestensis (Hazay, 1880))
- Tandonia cavicola (Simroth, 1916)
- Tandonia cretica (Simroth, 1885)
- Tandonia cristata (Kaleniczenko, 1851)
- Tandonia croatica (H. Wagner, 1929)
- Tandonia dalmatina Simroth, 1900
- Ehrmanns Kielschnegel (Tandonia ehrmanni (Simroth, 1910))[4]
- Tandonia fejervaryi (H. Wagner 1929)
- Tandonia jablanacensis (H. Wagner, 1930)
- Tandonia kusceri (H. Wagner, 1931)
- Tandonia lagostoma (H. Wagner, 1940)
- Tandonia macedonica (Rähle, 1974)
- Tandonia marinellii Liberto, Giglio, Colomba & Sparacio, 2012[5]
- Tandonia melanica Wiktor, 1986
- Tandonia nigra (C. Pfeiffer, 1849)
- Tandonia pageti (Forcart, 1972)
- Tandonia pinteri (Wiktor, 1975)
- Tandonia piriniana Wiktor, 1983
- Tandonia rara Wiktor, 1996
- Tandonia retowskii (O. Boettger, 1882)
- Tandonia reuleauxi (Clessin, 1887)
- Tandonia robici (Simroth, 1885)
- Großer Kielschnegel (Tandonia rustica (Millet, 1843))
- Tandonia samsunensis (Forcart, 1942)
- Tandonia sapkarevi Stanković, 2005
- Tandonia serbica (H. Wagner, 1931)
- Tandonia simrothi (P. Hesse, 1923), eventuell synonym mit T. ehrmanni[6]
- Gelbstreifiger Kielschnegel (Tandonia sowerbyi (A. Férussac, 1823))
- Tandonia strandi (Wagner, 1934)
- Tandonia totevi (Wiktor, 1975)